# Estado socialista

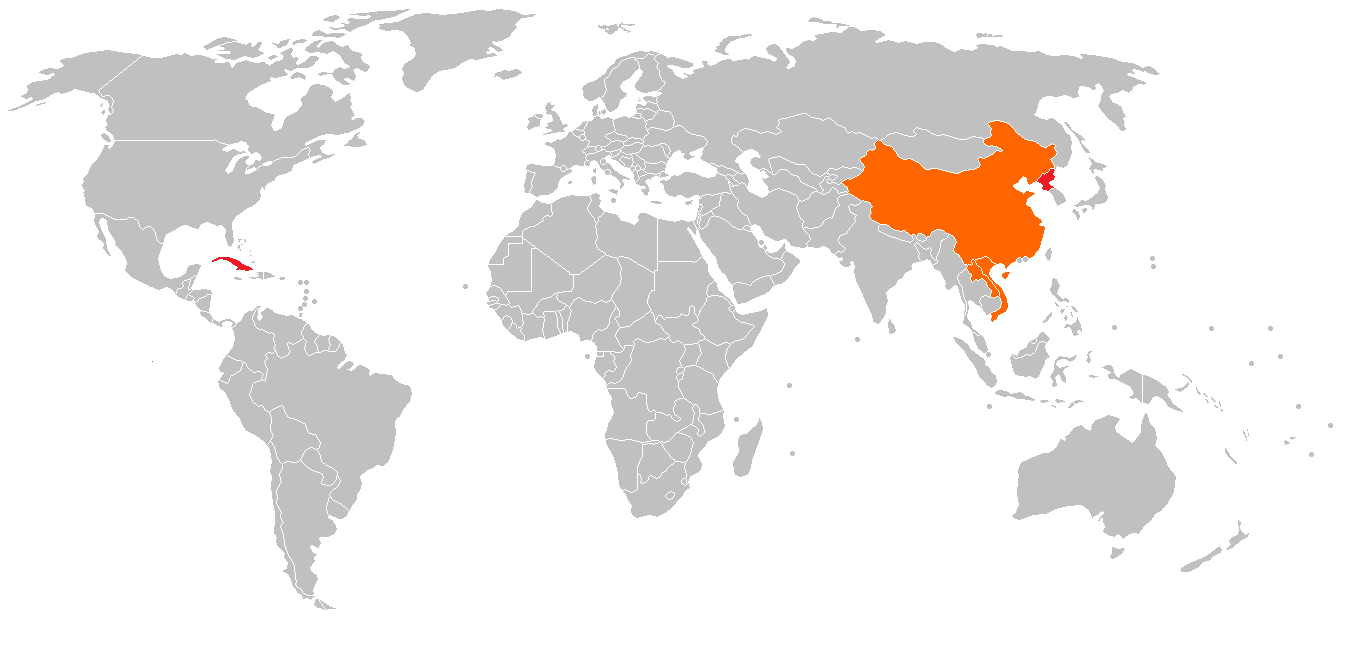
En la actualidad, cinco Estados se declaran a sí mismos como socialistas.
Estados socialistas de economía centralizada
Estados socialistas con economía de mercado.

Un Estado socialista (o república socialista) es aquel que se declara constitucionalmente dedicado a la construcción del socialismo.
Está estrechamente relacionado con la estrategia política del «socialismo de Estado», un conjunto de políticas gubernamentales dirigidas a la creación de una economía socialista en un solo país (esto es, una economía centralizada, planificada y que aplica un modelo de distribución de bienes de consumo con el criterio igualitario). Por otra parte, el término Estado obrero se usa para distinguir a un Estado donde la clase trabajadora controla la maquinaria del Estado pero no se ha establecido aún una economía socialista.
Este concepto se distingue del de Estado socialdemócrata o socioliberal, que generalmente se refieren a un Estado democrático liberal presidido por un partido electo por sufragio y que procura aplicar modelos redistributivos de justicia social, sin que persiga el desarrollo del socialismo.
La frase «Estado socialista» es utilizado en algunas ocasiones por marxistas-leninistas para referirse a un Estado bajo el control de un partido de vanguardia que organiza los asuntos económicos, sociales y políticos hacia la construcción del socialismo. Esto a menudo incluye por lo menos la nacionalización de los sectores estratégicos de la economía, operada normalmente de acuerdo con un plan de producción, al menos en las principales esferas productivas y sociales. Bajo la definición leninista —determinada por las condiciones materiales de la Rusia de los años 1920—, el Estado socialista preside una economía capitalista estatal estructurada sobre la acumulación del capital dirigida por el Estado con el objetivo de aumentar las fuerzas productivas del país y promover la revolución socialista en todo el mundo, con la meta eventual, a largo plazo, de la construcción de una sociedad comunista.
La mayoría de las teorías asumen la democracia generalizada como principio básico de un Estado socialista, entendida como la participación democrática de los trabajadores en todos los niveles de la administración estatal y económica, mientras que estas teorías varían en el grado en que consideran deben ser delegadas las decisiones de planificación económica en los funcionarios públicos y especialistas administrativos. Los Estados que carecen de democracia pero cuya economía está en gran medida en manos del Estado fueron denominados por León Trotski como «Estados obreros degenerados» o «deformados».

## Definición
La adopción del socialismo, como sistema económico y social, siguiendo los principios ideológicos del marxismo (o sus variantes: el leninismo, el maoísmo, etc.), implica económicamente la propiedad estatal o cooperativización de los medios de producción y de la tierra y políticamente el ejercicio del poder por la clase obrera («dictadura del proletariado»).
No obstante, la ambigüedad de esos conceptos no permite una definición unívoca de su puesta en práctica. En la práctica existieron grandes diferencias de concepto entre estados autodenominados socialistas; aunque la mayor parte de ellos, bien por razones geopolíticas o bien por luchas internas, adoptaron el principio de construcción del socialismo en un solo país (definido en los años veinte en la Unión Soviética por Stalin —estalinismo— frente al principio de revolución permanente de Trotski —trotskismo—), y el establecimiento de regímenes de partido único (definidos como totalitarios por sus adversarios). Se suele hablar de estados nominalmente socialistas en referencia a las llamadas democracias populares que tienen al marxismo-leninismo o alguna de sus interpretaciones como ideología oficial (especialmente las del Bloque del Este entre 1945 y 1989). Casi todos estos estados destacaron su carácter socialista en su nombre oficial (con la adición de los adjetivos popular, socialista y democrático) y cuatro de los seis estados nominalmente socialistas que hoy existen lo siguen haciendo: República Popular China, República Popular Democrática de Corea, República Socialista de Vietnam y República Democrática Popular Lao (la República de Cuba no lo ha incorporado). La adopción real de un sistema económico socialista por los estados que llevan estos términos en su nombre no se ha producido en varios casos, especialmente entre los países descolonizados, como la República Democrática Socialista de Sri Lanka o la República Democrática Popular de Argelia. Por el contrario, nunca se aplica el término Estado socialista o país socialista a los países capitalistas gobernados por partidos socialdemócratas, aunque estos en muchos casos lleven el nombre de socialistas. 
La definición de la filosofía marxista soviética indicaba que el Estado socialista era la parte política de la superestructura del socialismo, instaurado como resultado de la revolución socialista, que la dictadura del proletariado sólo existía durante la transición del capitalismo al socialismo y que una vez derrotado el Bloque Occidental, la dictadura del proletariado se transformaba en Estado de todo el pueblo, hasta que se haya desarrollado la base material y técnica del comunismo y las relaciones sociales comunistas, con lo que el Estado se disolvía y era reemplazado por la autogestión social comunista.
Los Estados socialistas fueron a su vez calificados con el nombre de socialismo real o socialismo realmente existente con el fin de diferenciarlos de las construcciones teóricas y —en cierta forma— justificar las diferencias con éstas y con partidos o grupos que pudieran considerarse socialistas pero opuestos a este tipo de regímenes. Otras denominaciones que también se han empleado para referirse a ellos a tal fin —en especial en círculos trotskistas, comunistas y libertarios— son las de Estado obrero con deformaciones burocráticas y, en términos más estrictamente económicos, capitalismo de Estado.
A pesar de las diferencias conceptuales existentes entre socialismo y comunismo, el lenguaje común habitualmente emplea indistintamente las expresiones países socialistas y países comunistas para denominar a los Estados definidos como socialistas. La utilización de la expresión Estado comunista obvia el oxímoron o contradicción entre ambos términos (Estado y comunismo), entendido este último como la última fase, posterior a la superación del capitalismo por la acción del Estado socialista, en que el mismo Estado dejaría de existir.
Los socialistas como los anarcosocialistas, socialistas libertarios y comunistas consejistas rechazan el concepto de un «Estado socialista», creyendo que el Estado moderno es un subproducto del capitalismo y no puede utilizarse o no es necesario, para establecer un sistema socialista. Para ellos un Estado socialista es antitético al socialismo, y ese socialismo surgirá espontáneamente desde la base de una manera evolutiva, desarrollando sus propias instituciones políticas y económicas únicas para una sociedad sin Estado altamente organizada.

## Historia

Bloque socialista europeo.

A lo largo del siglo XX han sido varios los países que se han proclamado como repúblicas socialistas, destacándose entre ellos la Unión de Repúblicas Socialistas Soviéticas, que existió hasta 1991, siendo fundada en 1922 como sucesora de la República Socialista Federativa Soviética de Rusia, a la que aglutinó junto con otras cinco repúblicas, y que surgía tras la Revolución de octubre de 1917, siendo considerada a su vez como el primer estado socialista del mundo y por algunos críticos como el único estado socialista genuino, en sentido estricto, al menos hasta los años previos de su integración en la URSS -período catalogado por muchos historiadores como el de la Rusia Bolchevique-. La mayoría de estos estados han surgido en Europa del este y el África subsahariana, acompañados por algunos en Asia oriental (China, Corea del Norte, Vietnam, Laos, Kampuchea Democrática, Mongolia y Birmania) y América Latina (destacando en el Caribe Cuba). La mayoría de estos estados han resultado ir adoptando sistemas socioeconómicos y políticos análogos o afines al del llamado socialismo en un solo país, propuesto y practicado por Stalin, así como por otros políticos y gobernantes afines tales como Mao Zedong en la República Popular China o Kim Il-sung en Corea del Norte, siendo tal sistema cuestionado por muchos de sus críticos o detractores como contrapuesto a los principios del socialismo y a las ideas políticas y revolucionarias de pensadores como Marx y Lenin, a los cuales, a través de las doctrinas oficiales del marxismo-leninismo y del Partido Comunista proclama. Algunos críticos y pensadores, tales como Tony Cliff, han catalogado con posterioridad a estos sistemas como capitalismos de Estado, atribuyendo el surgimiento de los mismos al fracaso hacia principios de los años 1920 del sistema político legado por la Revolución Rusa en su intento por consolidarse o subsistir, como consecuencia del inicial aislamiento político y de los estragos causados por la llamada Guerra Civil, en un momento en que del éxito de otros procesos revolucionarios en Europa, tales como el de la Revolución de Noviembre de 1918, en Alemania, podía depender el futuro en Rusia de la revolución.
La República Popular China, a pesar de estar gobernada por el Partido Comunista de China y ser oficialmente marxista-leninista-maoísta, en los últimos años ha reimplantado muchas características del sistema capitalista en lo que denomina socialismo con características chinas. No obstante, este retorno al capitalismo no es absoluto ni homogéneo, puesto que sólo se da en las áreas costeras y grandes ciudades, y por otro lado la presencia estatal en la economía sigue siendo enorme. También la República Socialista de Vietnam ha dado algunos pasos en ese sentido.
Entre 1989 y 1992 dejaron de existir la gran mayoría de los estados socialistas del mundo. La República Popular Polaca volvió al multipartidismo y al capitalismo en 1990; la República Democrática Alemana fue absorbida por la República Federal Alemana el mismo año. La Unión de Repúblicas Socialistas Soviéticas fue disuelta en 1991, prohibiéndose acto seguido el Partido Comunista de la Unión Soviética (PCUS). Los conflictos nacionalistas acabaron con la República Federal Socialista de Yugoslavia un año después; destino similar corrieron todos los restantes estados socialistas de Europa.
Por su parte, para la misma época los dos estados socialistas africanos más estables, Mozambique y Angola, abandonaron el marxismo-leninismo. En América, la República de Cuba mantuvo en líneas generales inalterable el sistema socialista, pero se vio forzada a permitir la formación de empresas mixtas entre el Estado y multinacionales para hacer frente a la precaria situación económica en que la dejó la desaparición del Consejo de Ayuda Mutua Económica y con él sus principales mercados, sumado al preexistente embargo de los Estados Unidos al país caribeño.
En algunos países que antiguamente eran repúblicas de la URSS como Moldavia, Ucrania, Bielorrusia o la propia Rusia, los comunistas siguen siendo una importante fuerza política. De hecho, en Moldavia, Igor Dodon, Presidente de Moldavia entre 2016 y 2020, fue miembro del Partido de los Comunistas de la República de Moldavia hasta 2011, y en Rusia el Partido Comunista de la Federación Rusa es el principal partido de la oposición a Vladímir Putin. En Alemania el Partido de la Izquierda, heredero del Partido Socialista Unificado de Alemania que gobernaba en la RDA, es el segundo partido con más crecimiento en la antigua Alemania Oriental.
En el siglo XXI el Estado con reconocimiento limitado de Transnistria en Europa oriental tiene en su bandera de forma oficial la hoz y el martillo, símbolo característico de un Estado socialista, aunque el propio gobierno de Transnistria no se reconoce así mismo como socialista. Por otro lado, en la sudamericana Venezuela como parte del proyecto del Socialismo del siglo XXI se llevó a cabo un referéndum de reforma constitucional en 2007 para convertir al país en un Estado socialista, el resultado fue la negativa de la población a la propuesta.

## Lista de Estados socialistas

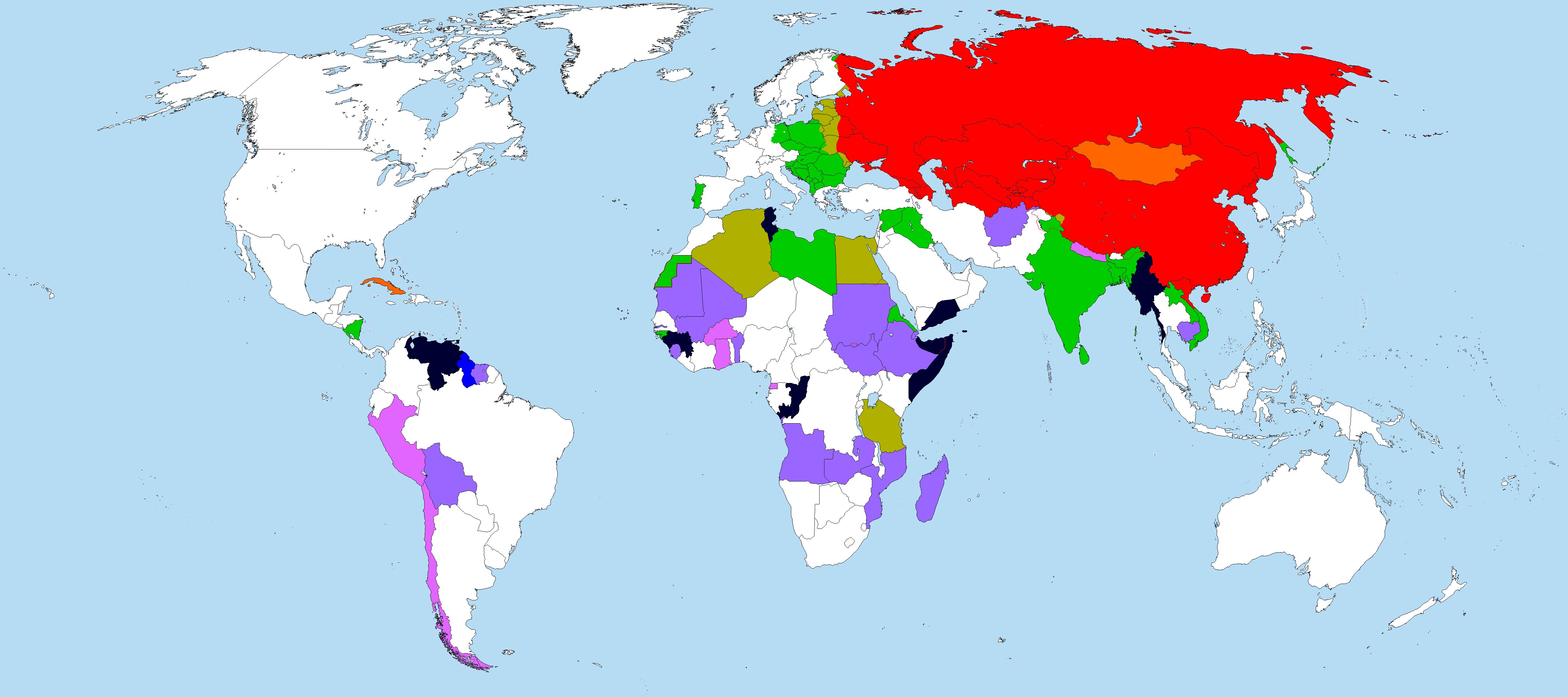
Este es un mapa combinado de todos los países que se han declarado como estados socialistas bajo cualquier definición, en algún momento de su historia. Hay un código de colores para el número de años que afirmaron que eran socialistas:
Más de 70 años
60–70 años
50–60 años
40–50 años
30–40 años
20–30 años
Menos de 20 años

### Actuales
| País            | Sistema                       | Inicio | Partido                                | Nota |
| --------------- | ----------------------------- | ------ | -------------------------------------- | --- |
| China           | República Popular             | 1949   | Partido Comunista de China             | Con reformas de libre mercado progresivamente implementadas desde el gobierno de Deng Xiaoping, hasta llegar al actual socialismo con características chinas.                                                                                              |
| Corea del Norte | República Popular Democrática | 1948   | Partido del Trabajo de Corea           | La ideología oficial del estado es el Juche, iniciada como una adaptación nacional del marxismo-leninismo pero independiente de este. En 2009 se suprimió la palabra "comunismo" de la constitución, reemplazándola por "socialismo".                      |
| Cuba            | República Socialista          | 1961   | Partido Comunista de Cuba              | Inicialmente con un sistema político-económico unipartidista y estatalista. Tras la caída de la Unión Soviética y con el fin del CAME, Cuba adoptó reformas de libre mercado progresivamente hasta permitir la propiedad privada en determinados sectores. |
| Laos            | República Democrática Popular | 1975   | Partido Popular Revolucionario de Laos | Con el mercado gradualmente liberalizado desde la adopción del Nuevo Mecanismo Económico. |
| Vietnam         | República Socialista          | 1976   | Partido Comunista de Vietnam           | A partir de la apertura económica conocida como Doi Moi, Vietnam practica la llamada economía de mercado orientada al socialismo. |

- Existe además una región autónoma dentro de Myanmar (Birmania) llamada Estado Wa que se constituye como un estado socialista de partido único gobernado por el Partido Unido del Estado Wa.[10]

### Históricos
| País              | Sistema                                             | Inicio | Final | Partido                                        | Líderes |
| ----------------- | --------------------------------------------------- | ------ | ----- | ---------------------------------------------- | --- |
| Afganistán        | República Democrática                               | 1978   | 1992  | Partido Democrático Popular de Afganistán      | Nur Mohammad Taraki 1978-79 Hafizullah Amín 1979 Babrak Karmal 1979-86 Mohammad Najibullah 1986-92                                                                        |
| Albania           | República Democrática y República Popular           | 1944   | 1992  | Partido del Trabajo de Albania                 | Enver Hoxha 1944-85 Ramiz Alia 1985-91 |
| Angola            | República Popular                                   | 1975   | 1992  | Movimiento Popular de Liberación de Angola     | Agostinho Neto 1975-79 José Eduardo dos Santos 1979-92 |
| Alemania Oriental | República Democrática                               | 1949   | 1990  | Partido Socialista Unificado de Alemania       | Wilhelm Pieck 1946-50 Walter Ulbricht 1950-1971 Erich Honecker 1971-1989                                                                                                  |
| Benín             | República Popular                                   | 1975   | 1990  | Partido Revolucionario del Pueblo de Benín     | Mathieu Kérékou 1975-90 |
| Bulgaria          | República Popular                                   | 1946   | 1990  | Partido Comunista Búlgaro                      | Gueorgui Dimitrov 1946-49 Valko Chervenkov 1949-54 Todor Zhivkov 1954-89 Petar Mladenov 1989-90                                                                           |
| Camboya           | Democracia Popular                                  | 1975   | 1979  | Jemeres Rojos                                  | Pol Pot 1975-79 |
| Camboya           | República Popular                                   | 1979   | 1992  | Partido Revolucionario del Pueblo de Kampuchea | Pen Sovan 1979-81 Heng Samrin 1981-91 |
| Checoslovaquia    | República Socialista Federal                        | 1948   | 1989  | Partido Comunista de Checoslovaquia            | Klement Gottwald 1948-53 Antonín Novotný 1953-68 Alexander Dubček 1968-69 Gustav Husak 1969-87 Miloš Jakeš 1987-89 Karel Urbánek 1989                                     |
| Chile             | República Socialista                                | 1932   | 1932  | Partido Socialista de Chile                    | Arturo Puga Osorio 1932 Carlos Dávila 1932 |
| Congo             | República Popular                                   | 1970   | 1991  | Partido Congoleño del Trabajo                  | Marien Ngouabi 1970-77 Comité Militar del PCT 1977-91 |
| Etiopía           | Gobierno Provisional Militar                        | 1974   | 1987  | No había, era una Junta Militar.               | Mengistu Haile Mariam 1974-1987 |
| Etiopía           | República Democrática Popular                       | 1987   | 1991  | Partido de los Trabajadores de Etiopía         | Mengistu Haile Mariam 1987-91 |
| Granada           | Estado socialista                                   | 1979   | 1983  | Movimiento New Jewel                           | Maurice Bishop 1979-83 Bernard Coard 1983 Hudson Austin 1983 |
| Hungría           | República Popular                                   | 1949   | 1989  | Partido de los Trabajadores Húngaros           | |
| Hungría           | República Popular                                   | 1949   | 1989  | Partido Socialista Obrero Húngaro              | Mátyás Rákosi 1948-56 Ernő Gerő 1956 János Kádár 1956-88 Károly Grósz 1988-89                                                                                             |
| Mongolia          | República Popular                                   | 1924   | 1992  | Partido Revolucionario del Pueblo de Mongolia  | Navaandorjiyn Jadambaa(primero) 1924 Punsalmaagiin Ochirbat(último) 1990-92                                                                                               |
| Mozambique        | República Popular                                   | 1975   | 1990  | Frente de Liberación de Mozambique             | Samora Machel 1975-86 Buró Político 1986 Joaquim Chissano 1986-90 |
| Polonia           | República Popular                                   | 1945   | 1989  | Partido Obrero Unificado Polaco                | Bolesław Bierut 1948-56 Edward Ochab 1956 Władysław Gomułka 1956-70 Edward Gierek 1970-80 Stanisław Kania 1980-81 Wojciech Jaruzelski 1981-89 Mieczysław Rakowski 1989-90 |
| Rumanía           | República Popular (desde 1965 República Socialista) | 1947   | 1989  | Partido Comunista Rumano                       | G. Gheorghiu-Dej 1947-65 Nicolae Ceauşescu 1965-89 |
| Somalia           | República Democrática                               | 1969   | 1991  | Partido Socialista Revolucionario Somalí       | Mohamed Siad Barre 1969-91 |
| Unión Soviética   | Federación de Repúblicas Socialistas                | 1922   | 1991  | Partido Comunista de la Unión Soviética        | Vladimir Lenin 1917-24 Iósif Stalin 1924-53 Nikita Jrushov 1953-64 Leonid Brézhnev 1964-82 Yuri Andrópov 1982-84 Konstantín Chernenko 1984-85 Mijaíl Gorbachov 1985-91    |
| Vietnam del Norte | República Democrática                               | 1945   | 1976  | Partido de los Trabajadores de Vietnam         | Hô Chí Minh 1945-69 Tôn Đức Thắng 1969-76 |
| Yemen del Sur     | República Popular Democrática                       | 1967   | 1990  | Partido Socialista de Yemen                    | Abdul Fattah Ismail 1967-80 Ali Nasir Muhammad 1980-86 Ali Salem al Beidh 1986-90                                                                                         |
| Yugoslavia        | República Socialista Federal                        | 1945   | 1992  | Liga de los Comunistas de Yugoslavia           | Josip Broz Tito 1945-1980 |

### Anexionados por la URSS
| País       | Sistema               | Inicio | Final | Partido                        | Líder                 |
| ---------- | --------------------- | ------ | ----- | ------------------------------ | --------------------- |
| Finlandia  | República Democrática | 1939   | 1940  | Partido Comunista de Finlandia | Otto Kuusinen 1939-40 |
| Tannu Tuvá | República Popular     | 1921   | 1944  |                                |                       |

### Efímeros
| País               | Año       | Sistema                                                        | Líderes                             |
| ------------------ | --------- | -------------------------------------------------------------- | ----------------------------------- |
| Baviera            | 1919      | República consejista                                           | Ernst Toller 1919 Eugen Leviné 1919 |
| Eslovaquia         | 1919      | República consejista                                           | Antonín Janoušek 1919               |
| Gilán              | 1920-1921 | República consejista                                           | Mirza Koochak Khan 1920-21          |
| Hungría            | 1919      | República consejista                                           | Sándor Garbai 1919                  |
| París (Francia)    | 1871      | República consejista                                           | Louis Charles Delescluze 1871       |
| Vietnam del Sur    | 1975-1976 | Unipartidismo bajo el Frente Nacional de Liberación de Vietnam | Nguyễn Hữu Thọ 1975-76              |
| Comuna de Asturias | 1934      | Depende del lugar                                              |                                     |

### Estados socialistas "no marxistas"
| País       | Inicio | Final | Líderes |
| ---------- | ------ | ----- | --- |
| Argelia    | 1963   | 1989  | Ahmed Ben Bella 1963-65 Houari Boumédiène 1965-78 Rabah Bitat 1978-79 Chadli Bendjedid 1979-89                            |
| Birmania   | 1974   | 1988  | Ne Win 1974-88 |
| Cabo Verde | 1975   | 1991  | Aristides Pereira 1975-91                                                                                                 |
| Ghana      | 1960   | 1966  | Kwame Nkrumah 1960-66 |
| Irak       | 1968   | 2003  | Ahmed Hasan al-Bakr 1968-79 Sadam Hussein 1979-2003                                                                       |
| Libia      | 1969   | 2011  | Muamar el Gadafi 1969-2011                                                                                                |
| Madagascar | 1975   | 1993  | Didier Ratsiraka 1975-93                                                                                                  |
| Seychelles | 1977   | 1992  | France-Albert René 1977-92                                                                                                |
| Siria      | 1963   | 2024  | Amin al-Hafiz 1963-66 Nureddin al-Atassi 1966-70 Ahmad al-Khatib 1970-71 Háfez al-Ásad 1971-2000 Bashar al-Ásad 2000-2024 |